# Croix Noell
Pour les articles homonymes, voir Noell.
La croix Noell est une croix située à Vinça, dans le département des Pyrénées-Orientales (France).

## Description
La croix représente d'un côté un Christ, entouré de motifs de lianes stylisés et de l'autre côté une Vierge à l'Enfant. En dessous, le socle est constitué de différents éléments en marbre de différentes époques. Celui immédiatement sous la croix figure une inscription  en lettres gothiques : Mossen Guille(m) Riba Alias Maco Ma Feta Fer.

## Localisation
La croix est située à un carrefour, à proximité du square Henry Noell de la commune de Vinça, dans le département français des Pyrénées-Orientales.

## Historique
C'est l'un des membres de la famille des Guillem Riba, consuls de Vinça en 1361 et 1407, qui commandite la croix Noell. La croix Noell fait l’objet d’un classement au titre des monuments historiques depuis le 8 juin 1989.